# Sagrat Cor de Jesús
|  | Per a altres significats, vegeu «Sagrat Cor». |

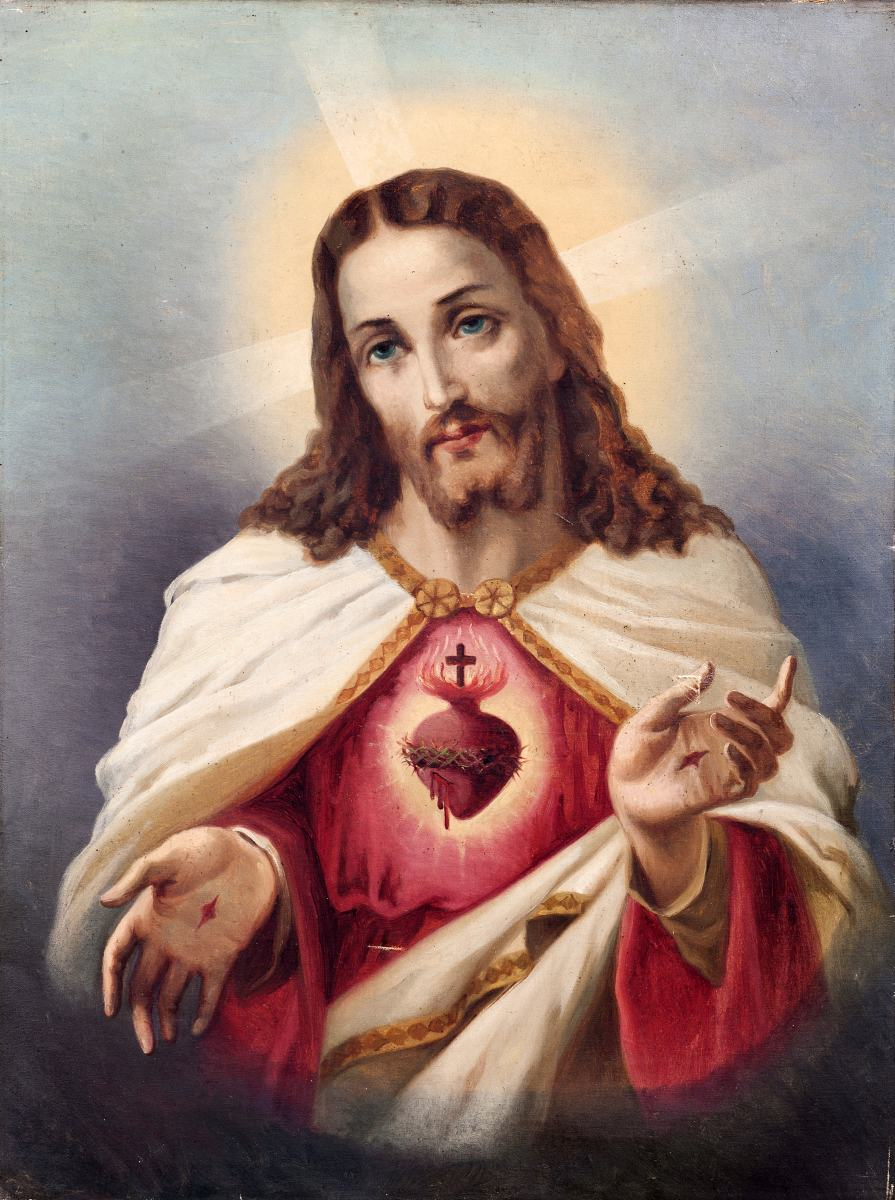
Representació artística del Sagrat Cor de Jesús

El Sagrat Cor de Jesús és una de les tres festes de durant l'any, a la litúrgia de l'Església Catòlica, que se celebra el segon divendres després de la festa de Corpus Christi. D'altra banda aquesta devoció també es conrea per l'Església Catòlica en tots els primers divendres de cada mes. Es tracta de la veneració del Cor de Jesús, el més íntim del seu amor.

## Els orígens de la devoció

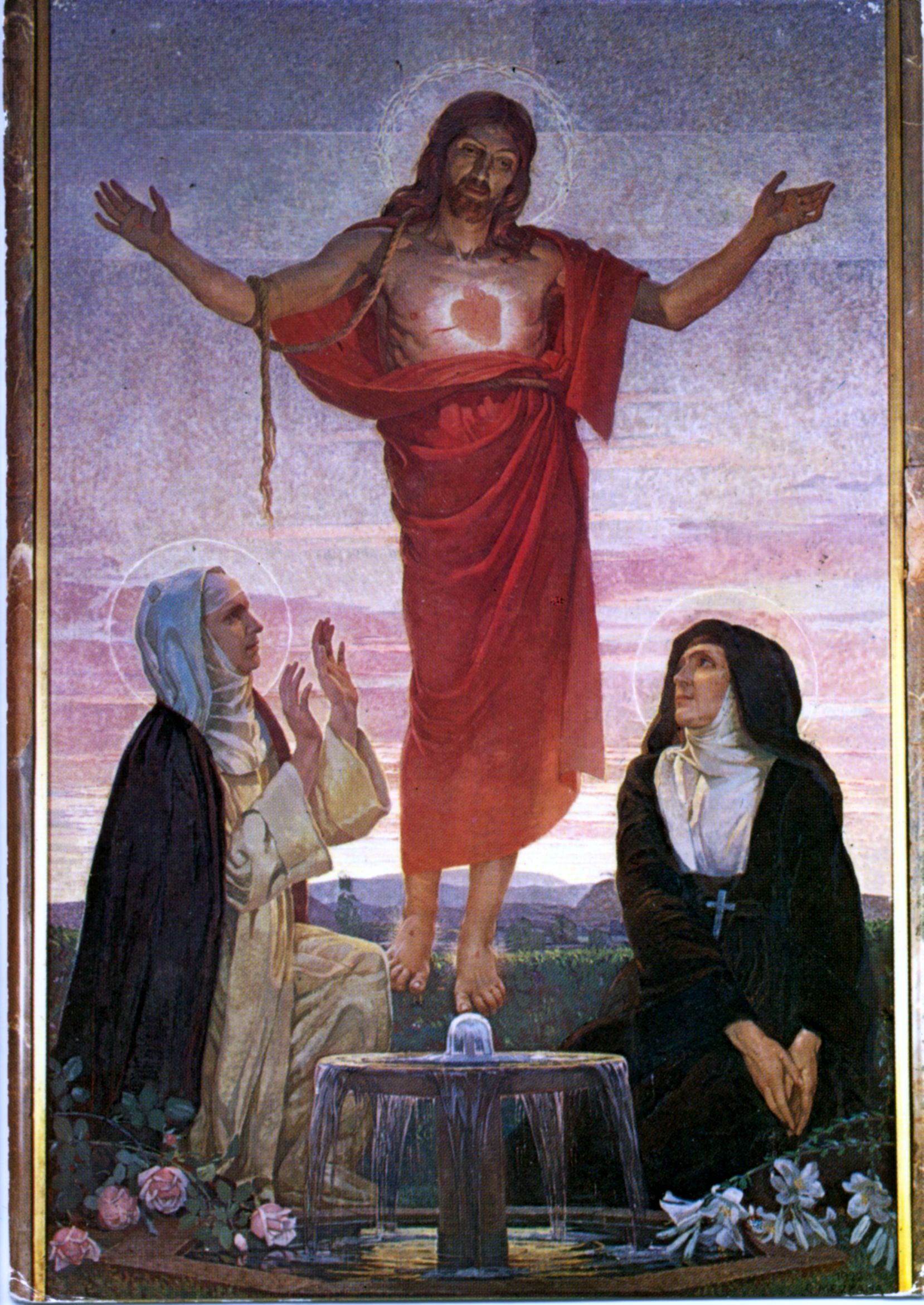
Pintura amb la Beata Maria del Diví Cor i Santa Margarida Maria Alacoque en l'adoració del Sagrat Cor de Jesús.

L'origen d'aquesta devoció es deu a Santa Margarida Maria Alacoque, una religiosa d'una Congregació coneguda com a Orde de la Visitació. Santa Margarida Maria va tenir revelacions extraordinàries per Jesucrist, que personalment la va instruir per difondre i propagar al món aquesta devoció piadosa. Foren tres les aparicions de Jesús: La primera va tenir lloc el 27 de desembre de 1673, la segona en 1674, i el tercer, el 1675. Més tard, una altra religiosa, la Beata Maria del Diví Cor, Comtessa de Droste zu Vischering, des de Portugal va estendre aquesta devoció al món sencer a través d'un solemne acte de consagració a petició del Papa Lleó XIII.
Jesús va deixar dotze grans promeses als que, en aprofitar-se de la seva Divina Misericòrdia, participessin en comunions de reparació dels primers divendres. Ell va dir, en una d'aquestes ocasions, a Santa Margarida Maria: "T'ho prometo, per la meva excessiva misericòrdia i per l'amor totpoderós del meu cor, concedir a tots aquells que combreguin els primers divendres de nou mesos seguits, la gràcia de la penitència final; no moriran en la meva enemistat, ni sense rebre els Sagraments, i el meu Cor diví serà el seu refugi segur en aquesta última hora".
Ningú no sap qui va escriure la llista amb les 12 promeses del Sagrat Cor de Jesús de les revelacions de Jesús a Santa Margarida Maria Alacoque. Se sap que només són fidedignes - les promeses estan de fet contingudes a les revelacions - i que aquesta obra anònima va ser de gran mèrit i utilitat.
M. Kemper, un humil comerciant de Dayton, petita ciutat dels Estats Units, va començar el 1882 una tasca d'àmplia difusió d'aquestes.
A partir d'aquest primer impuls, s'estengueren a tot el món. En general són conegudes com les 12 Promeses del Sagrat Cor, el més important dels quals és la 12a, anomenada la Gran Promesa.

## Papes que recomanen aquesta devoció
Pius XII - "Totes les Benediccions que, del Cel, la Devoció al Sagrat Cor de Jesús vessa sobre les ànimes dels fidels, purificant-los ells, portant-los un agraït consol celestial i exhortant-los a assolir totes aquestes virtuts, són certament infinites."
Pius XII - "L'Església sempre ha tingut en aquesta estima la devoció al Sagrat Cor de Jesús, i de tal manera continua considerant-la, que està totalment compromesa en el sentit de mantenir-la ben viva a tot al món, i de promoure-la per tots els mitjans possibles".
Lleó XIII va dir que la devoció al Sagrat Cor de Jesús va ser "una forma per excel·lència de la religiositat (...) Aquesta devoció, que recomanem a tots, serà beneficiosa per a tothom." - "En el Sagrat Cor es troba el símbol i la imatge expressa de l'amor infinit de Jesucrist, que ens porta a la reciprocitat en aquest amor."
Pius XII - "El seu cor és el signe natural i símbol del seu amor sense límits per a la humanitat"
El Papa Sant Gregori el Gran († 604 dC) va dir: "Aprèn del Cor de Déu i les paraules de Déu, perquè puguis aspirar ardentment a les coses eternes"
El Papa Sant Pius X recomanà aquesta devoció, així com el Papa Pius XI, i com abans ho havia fet el Beat Papa Pius IX.

## Sants que van recomanar aquesta devoció

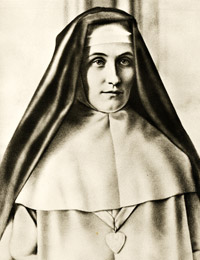
Beata Maria del Diví Cor

Santa Margarida Maria Alacoque va ser la primera persona a qui Jesús va revelar el seu Sagrat Cor (a través de diverses aparicions) i va ser responsable de la primera versió del culte i devoció al seu món.
Santa Gertrudis la Gran (1256-1302), va compondre aquesta oració que expressa el seu amor: "Jo et saludo, oh Sagrat Cor de Jesús, font de vida i vivificador de la vida eterna, infinit tresor de la Divinitat, forn ardent de l'amor de Déu ... ".
Santa Caterina de Siena va elevar a un grau extraordinari l'amor que dedicà a aquesta devoció (al Sagrat Cor de Jesús): va lliurar el seu cor per complet al seu Diví Espòs, i a canvi va obtenir el cor de Jesús.
La Beata Maria del Diví Cor, comtessa de Droste zu Vischering, era una monja de la Congregació de les Germanes del Bon Pastor, que va demanar, en nom de Jesucrist, al Papa Lleó XIII, de consagrar el món al Sagrat Cor de Jesús. Aquest fet va arribar a ocórrer l'11 de juny de 1899, poc després de la publicació de l'encíclica Sacra annum.
Altres exemples d'aquesta devoció es poden trobar en la vida i obra d'alguns sants, com ara Sant Francesc d'Assís, Sant Tomàs d'Aquino, Santa Teresa d'Àvila, Sant Bonaventura, Sant Ignasi de Loiola, Sant Francesc Xavier, Sant Felip Neri, Sant Francesc de Sales, Sant Lluís de Gonzaga, Santa Faustina, entre d'altres.

## Les 12 Promeses del Sagrat Cor de Jesús
1. Els donaré totes les gràcies necessàries per al seu estat de vida.
2. Establiré la pau en les seves famílies.
3. Beneiré les cases on sigui exposada i honrada la imatge del meu Sagrat Cor.
4. Jo els consolaré de totes les dificultats.
5. Seré el seu refugi durant la vida i sobretot en la mort.
6. Abocaré abundants benediccions sobre totes les seves empreses.
7. Els pecadors trobaran al meu Sagrat Cor una font i l'oceà infinit de la misericòrdia.
8. Les ànimes tèbies es tornaran fervoroses.
9. Les ànimes fervoroses ascendiran ràpidament a un estat de gran perfecció.
10. Donaré als sacerdots el poder de commoure els cors més endurits.
11. Les persones que propaguin aquesta devoció tindran el seu nom escrit en el meu Cor Sagrat i Ell mai no els esborrarà.
12. Jo et prometo, en l'excés de misericòrdia del meu Cor, que El meu amor totpoderós concedirà a tots aquells que combreguin els primers divendres de nou mesos seguits, la gràcia de la penitència final, no moriran en La Meva desgràcia ni sense la recepció dels Sagraments, El meu Diví Cor serà el teu refugi en aquest últim moment de la salvació.[3]